# 亚洲政党国际会议
亚洲政党国际会议（英語：International Conference of Asian Political Parties，缩写为ICAPP），亚洲和大洋洲区域性国际组织，属该地区各个国家政党组织之间开放式论坛，以各国执政党为主，吸收合法在野党参加，由各党自主申办和轮流主办，每两年一次。目的是促进亚洲国家各政党间的相互交流与合作，增进亚洲国家的相互理解与信任，通过政党的独特作用和渠道推动亚洲地区合作。亚洲政党国际会议的主题是“协商、合作、谋求共同发展”，无意识形态划线，不签署具有约束力的文件，无政党间的结盟。
亚洲政党国际会议由菲律宾的基督教穆斯林民主力量党于2000年9月发起并主办，第一届会议2000年9月18日～19日在菲律宾马尼拉召开，主题是“在亚洲政党间架起桥梁并培养相互间的伙伴关系文化”，并通过《2000亚洲宣言》；第二届会议于2002年11月22日～24日在泰国曼谷举行，主题是“促进共识、深化合作”，并通过《2002曼谷宣言》。

## 第三届会议
第三届亚洲政党国际会议于2004年9月3日～9月5日在北京召开。参加会议的共有34个国家的82个政党，另外有4个政党和组织作为观察员出席会议。本届会议主题是“交流、合作、发展”，并围绕“地区安全与多边合作”、“经济增长与社会进步”和“政党建设与国家发展”等议题进行讨论；会后发表反映共识的“北京宣言”。参加这次会议的政党组织如下：
来自34个国家的82个政党
- 中国共产党
- 东帝汶独立革命阵线
- 马来西亚华人公会
- 马来西亚印度国民大会党
- 马来西亚马来民族统一机构
- 马来西亚民政党
- 菲律宾基督教穆斯林民主力量党
- 菲律宾民主战斗党
- 菲律宾自由党
- 菲律宾民族主义人民联盟
- 菲律宾国民党
- 菲律宾民主社会主义党
- 菲律宾国家力量党
- 缅甸联邦巩固与发展协会
- 新加坡人民行动党
- 泰国泰爱泰党
- 泰国人民党
- 泰国民主党
- 印度尼西亚国民使命党
- 印度尼西亚建设团结党
- 印度尼西亚民族觉醒党
- 印度尼西亚专业集团党
- 印度尼西亚民主斗争党
- 印度民族主义大会党
- 印度共产党
- 印度共产党（马克思主义）
- 全印前进同盟
- 印度人民党
- 印度国民大会党 (英迪拉派)
- 尼泊尔大会党
- 尼泊尔共产党（联合马列）
- 尼泊尔民族民主党
- 尼泊尔大会党（民主）
- 巴基斯坦穆斯林联盟
- 巴基斯坦穆斯林联盟（谢里夫派）
- 巴基斯坦人民党
- 斯里兰卡自由党
- 斯里兰卡人民解放阵线
- 斯里兰卡共产党
- 斯里兰卡统一国民党
- 孟加拉国民族主义党
- 孟加拉国共产党（马列） (巴鲁阿派)
- 孟加拉国民族主义党
- 孟加拉国人民联盟
- 柬埔寨人民党
- 奉辛比克党
- 老挝人民革命党
- 越南共产党
- 蒙古人民革命党
- 蒙古民主党
- 蒙古公民意志—共和党
- 朝鲜劳动党
- 韩国大国家党
- 韩国新千年民主党
- 韩国开放国民党
- 韩国民主劳动党
- 日本社会民主党
- 日本公明党
- 日本共产党
- 日本民主党
- 伊朗政党联合会
- 伊朗伊斯兰工党
- 伊朗伊斯兰参与阵线党
- 伊朗伊斯兰联合党
- 土耳其正义与发展党
- 塞浦路斯劳动人民进步党
- 塞浦路斯民主党
- 叙利亚阿拉伯复兴社会党
- 全国人民大会党
- 黎巴嫩共产党
- 俄罗斯联邦共产党
- 統一俄羅斯
- 哈萨克斯坦祖国党
- 哈萨克斯坦公民党
- 土库曼斯坦民主党
- 新阿塞拜疆党
- 塔吉克斯坦共产党
- 塔吉克斯坦伊斯兰复兴党
- 澳大利亚自由党
- 新西兰工党
- 新西兰国家党
- 团结斐济党
- 巴布亚新几内亚国民联盟党

来自2个国家4个政党组织作为观察员出席
- 德国阿登纳基金会
- 德国塞德尔基金会
- 南非共产党
- 南非非洲人国民大会